# お茶の水女子大学の人物一覧
お茶の水女子大学の人物一覧は、お茶の水女子大学に関係する人物の一覧記事。

## 著名な教職員
- 藤原正彦 - 理学部教授、数学
- 土屋賢二 - 文教育学部教授、哲学、エッセイスト
- 波平恵美子 - 文教育学部教授、文化人類学、特に医療人類学、宗教人類学、ジェンダー論の研究
- 加賀美常美代 - 文教育学部教授、社会心理学
- 酒本雅之 - 名誉教授、アメリカ文学
- 無藤隆 - 客員教授（白梅学園大学子ども学部教授）、発達臨床学
- 宮里暁美 - 人間発達教育科学研究所教授、文京区立お茶の水女子大学こども園園長、保育学

## 主な出身者

### 政界
- 阿部幸代 - 元参議院議員、日本共産党名誉役員
- 広中和歌子 - 元参議院議員、第28代環境庁長官
- 畑恵 - 元参議院議員、教育者 後期博士課程修了
- 三井マリ子 - 元東京都議会議員、評論家
- 長谷百合子 - 元衆議院議員
- 吉村美栄子 - 山形県知事
- 柏原ヤス - 元参議院議員　東京女高師卒
- 武田キヨ - 政治家、元衆議院議員　東京女高師卒
- 長谷部広子 - 教育者、政治家　東京女高師卒
- 大橋喜美 - 政治家、元衆議院議員　東京女高師卒
- 山下ツ子 - 政治家、元衆議院議員　東京女高師卒

### 官界
- 宇野公子 - 元国際連合工業開発機関ジュネーブ事務所長、元東京外国語大学教授
- 本田桂子 - 元多数国間投資保証機関長官CEO、コロンビア大学客員教授
- 長野裕子 - 内閣府健康・医療戦略推進事務局次長、元文部科学省大臣官房審議官
- 三代川三千代 - 元山口家庭裁判所長、元最高裁判所司法研修所教官
- 石渡満子 - 裁判官、弁護士、日本で最初の女性裁判官　東京女高師卒

### 財界
- 干場弓子 - ディスカヴァー・トゥエンティワン創業者・社長
- 水本伸子 - IHI取締役、トクヤマ取締役、内閣府総合海洋政策本部参与、大気社取締役
- 横田響子 - コラボラボ創業者・代表取締役
- 宮井真千子 - 森永製菓常務、内閣府個人情報保護委員会委員、吉野家ホールディングス取締役、加藤産業取締役
- 國井秀子 - 元リコー常務、東京電力ホールディングス取締役、三菱ケミカルホールディングス取締役、本田技研工業取締役
- 九重年支子 - 実業家、女性発明家の草分け　東京女高師卒

### 研究者・学者
化学者
- 黒田チカ - 化学者、お茶の水女子大学名誉教授、110年前に日本初の帝国大学女子学生の一人　女子高等師範学校卒
- 森初果 - 化学者、東京大学副学長、元東京大学物性研究所所長・教授、日本学術会議会員
- 山田晴河 - 化学者、関西学院大学教授、猿橋賞
- 阿武喜美子 - 生物化学者、お茶の水女子大学名誉教授　東京女高師卒
- 加藤セチ - 化学者、理学博士、元理化学研究所主任研究員、上野学園大学名誉教授　東京女高師卒

生物学者
- 跡見順子 - 生物学者、東京大学名誉教授、跡見学園評議員、日本女性科学者の会会長
- 室伏きみ子 - 生物学者、お茶の水女子大学学長
- 森郁恵 - 生物学者、名古屋大学教授、紫綬褒章
- 柳沢桂子 - 生物学者、歌人、お茶の水女子大学名誉博士
- 占部久子 - 生物物理学者、東京家政大学教授
- 黒田玲子 - 生物物理学者、東京大学名誉教授、ロレアル-ユネスコ女性科学賞
- 能村堆子 - 生物物理学者、お茶の水女子大学名誉教授
- 今市涼子 - 植物学者、学校法人日本女子大学理事長、日本植物形態学会会長
- 三木壽子 - 植物学者、神奈川歯科大学教授
- 保井コノ - 植物学者、理学博士、お茶の水女子大学名誉教授　女子高等師範学校卒

農学者
- 辻村みちよ - 農学者、日本初の女性農学博士　東京女高師卒
- 阿部啓子 - 農学者、東京大学名誉教授、太陽化学取締役、伊藤園取締役

物理学者
- 湯浅年子 - 物理学者　東京女高師卒
- 天羽優子 - 物理学者、山形大学准教授
- 郷通子 - 物理学者、名古屋大学名誉教授、元お茶の水女子大学学長、元日本生物物理学会会長
- 笠耐 - 物理学者、上智大学教授

地震学者
- 石田瑞穂 - 地震学者、元防災科学技術研究所研究主監、元日本地震学会会長、紫綬褒章

地理学者
- 関村オリエ - 地理学者、群馬県立女子大学准教授
- 吉田道代 - 地理学者、和歌山大学教授

文学者
- 板坂則子 - 国文学者、専修大学名誉教授
- ヴァレリー・ダラム - 国文学者、専修大学教授
- 植木朝子 - 国文学者、同志社大学学長
- 江種満子 - 国文学者、文教大学名誉教授
- 金子幸代 - 国文学者、富山大学教授、やまなし文学賞
- 菅聡子 - 国文学者、お茶の水女子大学教授、文芸評論家
- 河野多麻 - 国文学者、河野与一の妻　東京女高師卒
- 小嶋菜温子 - 国文学者、立教大学名誉教授
- 小松史生子 - 国文学者、金城学院大学教授
- 柴佳世乃 - 国文学者、千葉大学教授、日本古典文学会賞
- 鈴木宏子 - 国文学者、千葉大学教授
- 関根慶子 - 国文学者。お茶の水女子大学名誉教授　東京女高師卒
- 竹内栄美子 - 国文学者、明治大学教授
- 田渕句美子 - 国文学者、早稲田大学教授、日本古典文学会賞、角川源義賞
- 永井和子 - 国文学者、学習院女子大学学長
- 森本元子 - 国文学者、相模女子大学教授　東京女高師卒
- 渡邉裕美子 - 国文学者、立正大学教授
- 木村晶子 - 英文学者、早稲田大学教授、日本ギャスケル協会会長
- 竹村和子 - 英文学者、お茶の水女子大学教授
- 荒このみ - アメリカ文学者、東京外国語大学名誉教授
- 入子文子 - アメリカ文学者、関西大学教授
- 越智博美 - アメリカ文学者、専修大学教授
- 小池美佐子 - アメリカ文学者、お茶の水女子大学教授
- 寺沢みづほ - アメリカ文学者、早稲田大学教授
- 竹谷悦子 - アメリカ文学者、筑波大学教授、日本学術振興会賞、アメリカ学会清水博賞
- 田村さと子 - ラテンアメリカ文学者、帝京大学教授
- 村越貴代美 - 中国文学者、慶應義塾大学教授
- 赤松美和子 - 台湾文学者、大妻女子大学准教授
- 垂水千恵 - 台湾文学者、横浜国立大学教授
- 藤本恵 - 日本児童文学、都留文科大学教授
- 東ゆみこ - 文学研究者、国際ファッション専門職大学教授
- 森下みさ子 - 日本児童文学者、白百合女子大学教授
- 中村和恵 - 比較文学者、明治大学教授
- 王敏 - 比較文学者、法政大学名誉教授、山崎賞
- 丁莉 - 文学者、北京大学教授、日中歴史共同研究委員、関根賞

言語学者
- 今西典子 - 英語学者、東京大学名誉教授
- 山口仲美 - 国語学者、埼玉大学名誉教授、紫綬褒章、日本エッセイスト・クラブ賞、金田一京助博士記念賞
- 遠藤織枝 - 言語学者、文教大学教授、エイボン女性年度賞
- 椎名美智 - 言語学者、法政大学教授
- 杉藤美代子 - 言語学者、大阪樟蔭女子大学名誉教授、日本音声学会会長　東京女高師卒

歴史学者
- 有賀夏紀 - 歴史学者、埼玉大学名誉教授、アメリカ芸術科学アカデミー外国人名誉会員、元アメリカ学会会長、山川菊栄賞
- 大森映子 - 歴史学者、多摩大学名誉教授
- 小笠原恭子 - 歴史学者、武蔵大学名誉教授
- 押川文子 - 歴史学者、京都大学名誉教授、元日本南アジア学会理事長
- 熊倉和歌子 - 歴史学者、慶應義塾大学教授、日本学術振興会賞、ヘレンド賞
- 小松香織 - 歴史学者、早稲田大学教授
- 佐々井真知 - 歴史学者、中部大学講師
- 沢山美果子 - 歴史学者、順正短期大学教授、女性史青山なを賞
- 高橋敏子 - 歴史学者、東京大学教授
- 立花京子 - 歴史家
- 徳井淑子 - 歴史学者、お茶の水女子大学名誉教授
- 西尾成子 - 歴史学者、日本大学名誉教授
- 林佳世子 - 歴史学者、東京外国語大学学長、国立大学協会副会長
- 久武綾子 - 歴史学者、愛知教育大学名誉教授　東京女高師卒
- 服藤早苗 - 歴史学者、埼玉学園大学名誉教授
- 増田美子 - 歴史学者、学習院女子大学名誉教授
- 松原洋子 - 歴史学者、学校法人立命館副総長、立命館大学副学長
- 吉田ゆり子 - 歴史学者、東京外国語大学教授
- 福留真紀 - 歴史学者、東京工業大学准教授
- 森洋子 - 歴史学者、明治大学名誉教授、森泰吉郎一族
- 弓削尚子 - 歴史学者、早稲田大学教授、日本ドイツ学会代表理事
- 小池寿子 - 美術史家、國學院大學教授

社会学者
- 天野正子 - 社会学者、お茶の水女子大学名誉教授、東京女学館大学教授、東京家政学院大学・大学院学長
- 高橋利枝 - 社会学者、早稲田大学教授、テレコム社会科学賞
- 金富子 - 社会学者、東京外国語大学教授
- 窪田暁子 - 社会学者、東京都立大学教授
- 白波瀬佐和子 - 社会学者、国際連合事務次長補兼国際連合大学上級副学長、元東京大学理事・副学長・教授
- 小玉美意子 - 社会学者、武蔵大学名誉教授
- 武田尚子 - 社会学者、早稲田大学教授
- 土屋葉 - 社会学者、愛知大学教授
- 中村英代 - 社会学者、日本大学教授
- 西山志保 - 社会学者、立教大学名誉教授
- 萩原なつ子 - 社会学者、国立女性教育会館理事長、立教大学教授、中央教育審議会委員
- 宮本みち子 - 社会学者、元放送大学副学長
- 渡邊洋子 - 社会学者、新潟大学教授
- 山本佳世子 - 情報社会学者、電気通信大学教授
- 浜口允子 - 中国学者、放送大学名誉教授

哲学者
- 石田かおり - 哲学者、駒沢女子大学教授
- 北川東子 - ドイツ思想研究者、東京大学教授
- 羽入佐和子 - 哲学者、お茶の水女子大学名誉教授、元お茶の水女子大学学長、国立国会図書館長、元国立大学協会副会長、日本ユネスコ国内委員会副会長
- 賴住光子 - 倫理学者、東京大学教授、中村元賞

心理学者
- 植木理恵 - 心理学者、日本教育心理学会優秀論文賞
- 清水由紀 - 心理学者、早稲田大学教授
- 長谷川真里 - 心理学者、東北大学教授
- 針生悦子 - 心理学者、東京大学教授
- 藤原美子 - 心理学者、ハリウッド大学院大学教授
- 仲真紀子 - 心理学者、北海道大学名誉教授、立命館大学教授
- 森津太子 - 社会心理学者、放送大学教授
- 内田伸子 - 発達心理学者、お茶の水女子大学院教授・副学長
- 大日向雅美 - 発達心理学者、恵泉女学園大学学長、文部科学省中央教育審議会生涯学習部会委員、厚生労働省社会保障審議会児童部会委員、内閣府少子化社会対策大綱検討会委員、少子化社会対策推進会議委員

教育学者
- 太田素子 - 教育学者、和光大学名誉教授、角川財団学芸賞
- 酒井彩 - 教育学者、静岡県立大学准教授
- 新谷珠恵 - 教育学者、東京都小学校PTA協議会会長
- 杉村美紀 - 教育学者、上智大学副学長、国連大学客員教授、元日本比較教育学会会長
- 砂上史子 - 教育学者、千葉大学教授
- 関口礼子 - 教育学者、図書館情報大学教授
- 一二三朋子 - 教育学者、筑波大学准教授
- 松本奈緒 - 教育学者、秋田大学准教授
- 水谷信子 - 教育学者、お茶の水女子大学名誉教授
- 宮里暁美 - 教育学者、お茶の水女子大学教授、文京区立お茶の水女子大学こども園園長
- 森田伸子 - 教育学者、日本女子大学名誉教授
- 山下二枝 - 教育学者、元藤女子大学学長　東京女高師卒
- 金田利子 - 児童発達学者、静岡大学名誉教授
- 戸倉ハル - 女子体育・幼児教育学者、お茶の水女子大学名誉教授　東京女高師卒
- 鈴木路子 - 環境教育学者、東京学芸大学名誉教授
- 二階堂トクヨ - 体育指導者、日本女子体育大学創設者　女子高等師範学校卒
- 本田和子 - 児童学者、お茶の水女子大学名誉教授
- 大江スミ - 教育家、東京家政学院創立者　女子高等師範学校卒
- 三角錫子 - 教育者、「七里ヶ浜の哀歌」の作詞者　女子高等師範学校卒
- 戸野みちゑ - 教育者  東京女高師卒
- 十文字こと - 教育者、十文字学園の設立者  女子高等師範学校卒
- 後閑菊野 - 教育者、桜蔭女学校の初代校長　東京女高師卒
- 清水郁子 - 教育学者、教育者、教育評論家、桜美林学園創立者　東京女高師卒
- 安芸左代 - 教育者　東京女高師卒

数学者
- 大塚富美子 - 数学者、茨城大学准教授
- 小林みどり - 数学者、静岡県立大学教授
- 森本治枝 - 女性数学者の先駆け　東京女高師卒、女手で育て上げた子供4人とも教授（天文学者の森本雅樹、経済学者の森本芳樹ら）に
- 金山らく - 数学者、帝国大学で学んだ日本初の女性理学士の一人　東京女高師卒

人類学者
- 國弘暁子 - 文化人類学者、早稲田大学教授、現代文化人類学会会長
- 鈴木七美 - 文化人類学者、国立民族学博物館教授、女性史青山なを賞
- 柘植あづみ - 人類学者、明治学院大学副学長、元国際ジェンダー学会会長、山川菊栄賞

家政学者
- 石川寛子 - 家政学者、放送大学教授
- 上村協子 - 家政学者、東京家政学院大学教授、生活経済学会会長
- 奥田都子 - 家政学者、静岡県立大学短期大学部准教授
- 貝沼やす子 - 家政学者、静岡県立大学名誉教授
- 清水理子 - 家政学者、神戸松蔭女子学院大学准教授
- 永倉みゆき - 家政学者、静岡県立大学短期大学部教授
- 朴淳香 - 家政学者、静岡県立大学短期大学部教授
- 森田みゆき - 家政学者、北海道教育大学教授

服飾学者
- 酒井豊子 - 服飾学者、放送大学名誉教授
- 川上梅 - 被服学者、東京家政大学教授

美容研究家
- 竹腰美代子 - 美容研究家、美容体操講師

料理学者
- 江原絢子 - 料理学者、東京家政大学名誉教授
- 竹林やゑ子 - 料理研究家、科学者　東京女高師卒

被服学者
- 柳沢澄子 - 被服学者、お茶の水女子大学名誉教授　東京女高師卒

家庭科学者
- 長津美代子 - 家庭科学者、教育学者、群馬大学名誉教授

看護学者
- 薄井坦子 - 看護学者、宮崎県立看護大学学長、日本翻訳文化賞

マイナスイオン研究者
- 菅原明子 - マイナスイオン研究者、NHK経営委員会委員

作業療法研究者
- 杉原素子 - 作業療法研究者、国際医療福祉大学教授、日本作業療法士協会会長

政治学者
- 毛里和子 - 政治学者、早稲田大学名誉教授、元日本現代中国学会理事長、文化功労者、紫綬褒章、大平正芳記念賞
- 米田雅子 - 公共政策学者、慶應義塾大学特任教授、日本学術会議会員

経済学者
- 御船美智子 - 経済学者、お茶の水女子大学教授、政府税制調査会委員

経営学者
- 武石恵美子 - 経営学者、法政大学教授
- 竹内淑恵 - 経営学者、法政大学教授、アルフレッサホールディングス取締役

女性学者
- 所美都子 - 女性学者、左翼活動家
- 船橋邦子 - 女性学者、和光大学教授
- 海妻径子 - ジェンダー研究者、岩手大学教授

計算機科学者
- 五十嵐悠紀（旧姓 森) - 計算機科学者、手芸のコンピュータ支援、お茶の水女子大学准教授

認知科学者
- 三宅なほみ - 認知科学者、東京大学名誉教授、元日本認知科学会会長

音楽学者
- 柿沼敏江 - 音楽学者、京都市立芸術大学名誉教授、吉田秀和賞
- 若宮由美 - 音楽学者、日本ヨハン・シュトラウス協会理事

### 文学
- 阿部静枝 - 歌人、社会評論家　東京女高師卒
- 安藤美保 - 歌人
- 安野玲 - 翻訳家
- イザベラ・ディオニシオ - 翻訳家
- 市田泉 - 翻訳家
- 伊藤朱里 - 小説家、太宰治賞
- 乾侑美子 - 翻訳家
- 鍵和田秞子 - 俳人、俳人協会賞、毎日芸術賞、詩歌文学館賞
- 川上弘美 - 小説家、芥川賞受賞
- 木村榮 - 評論家
- 工藤直子 - 詩人、童話作家、野間児童文芸賞、芸術選奨新人賞
- 神野紗希 - 俳人、桂信子賞
- 鴻巣友季子 - 評論家、エッセイスト、BABEL国際翻訳大賞
- 五島美代子 - 歌人、夫の歌人・経済史学者の五島茂と共に立春短歌会を主宰　東京女高師卒
- 柴門ふみ - 漫画家、小学館漫画賞、講談社漫画賞
- 佐藤友美 - ライター
- 四賀光子 - 歌人、国文学者太田水穂の妻　東京女高師卒
- 杉田久女 - 俳人
- 田中澄江 - 劇作家、小説家、東京女高師卒
- 多賀幹子 - フリージャーナリスト
- 高野史緒 - 小説家、第58回江戸川乱歩賞受賞
- 武田京子 - 評論家
- 辰巳渚 - 文筆家
- 鳥取絹子 - 翻訳家
- 内藤由起子 - 囲碁観戦記者
- 羽田詩津子 - 翻訳家
- 林紅 - 翻訳家
- 氷上恭子 - 小説家、創元推理短編賞
- 平野卿子 - 翻訳家、レッシング翻訳賞
- 日部星花 - 小説家
- 冥王まさ子 - 小説家・翻訳家
- 前田三恵子 - 翻訳家
- 正木ゆう子 - 俳人、紫綬褒章、芸術選奨文部科学大臣賞、蛇笏賞
- 松尾由美 - 小説家
- 水町京子 - 歌人、教育者、作詞家　東京女高師卒
- 宮英子 - 歌人、宮柊二の妻　東京女高師卒
- 宮本燈 - コラムニスト
- 楊逸 - 小説家、芥川賞受賞
- 岬多可子 - 詩人、高見順賞、小野市詩歌文学賞
- 五十嵐佳子 - 作家、ライター
- 三國青葉 - 作家、第24回日本ファンタジーノベル大賞受賞
- 香川ヒサ - 歌人、若山牧水賞、河野愛子賞、現代歌人集会賞
- 石川逸子 - 詩人、H氏賞
- 矢崎藍 - エッセイスト、作家、桜花学園大学教授
- 山田真美 - 作家、明治学院大学特命教授
- 山本藤枝 - 翻訳家　東京女高師卒
- 古川順子 - 歌人、詩人
- 柳澤桂子 - ライター、文藝春秋読者賞
- 湯田伸子 - 漫画家
- 瀧澤美奈子 - 科学ジャーナリスト

### 芸能、芸術
- 井上佳奈 - ミュージカル俳優
- 岡村麻純 - タレント、グラビアアイドル
- 片岡彩 - モデル、タレント
- 唐沢美帆 - 歌手
- 北川恭子 - 女優
- 黒田有彩 - タレント、グラビアアイドル
- 鈴森あみ - 元アイドル
- 小泉恵美 - 女優
- 佐藤麻衣子 - 女優
- 水津亜子 - 女優
- 鈴木麻里 - タレント、女優
- 田崎恵美 - 映画監督
- 長島伸子 - 歌手
- 鳴海なのか - タレント、アイドル
- 深井晃子 - キュレーター、静岡文化芸術大学教授
- 堀井雅世 - タレント
- 松尾葉子 - セントラル愛知交響楽団常任指揮者
- 三上賀代 - 舞踏家、京都精華大学名誉教授
- 南川ある - 歌手

### マスコミ
- 秋野由美子 - NHKシニアアナウンサー
- 安部まみこ - 中京テレビコーポレートコミュニケーション部副部長・元アナウンサー
- 安部みちこ - NHKアナウンサー
- 荒井美由起 - 元東北放送アナウンサー
- 荒瀬詩織 - 元フジテレビアナウンサー
- 池田伸子 - NHKアナウンサー
- 池田陽香 - NHKアナウンサー
- 伊藤舞 - 福岡放送アナウンサー
- 伊藤由紀子 - NHKアナウンサー
- 井上あさひ - NHKアナウンサー
- 大川敦子 - 名古屋テレビ放送社員・元アナウンサー
- 岡田友香 - フリーアナウンサー、元仙台放送アナウンサー
- 岡山裕子 - フリーアナウンサー、元名古屋テレビ放送アナウンサー
- 小川亜希子 - フリーアナウンサー、元北陸放送アナウンサー
- 小川香織 - 山形放送アナウンサー
- 加藤シルビア - TBSアナウンサー
- 加藤真輝子 - テレビ朝日アナウンサー
- 加田晶子 - フリーアナウンサー、元青森朝日放送アナウンサー
- 亀高美智子 - フジテレビ編成局制作推進部長
- 川戸惠子 - TBSテレビアナウンサー、内閣府消費者委員会委員
- 木村穂乃 - NHKアナウンサー
- 五戸美樹 - フリーアナウンサー、元ニッポン放送アナウンサー
- 小島祐希 - フリーアナウンサー、元青森テレビアナウンサー
- 後藤美代子 - NHKアナウンサー
- 小岩智子 - 静岡第一テレビ社員・元アナウンサー、元さくらんぼテレビジョンアナウンサー
- 小林祥子 - TBSテレビプロデューサー
- 小林悠 - 元TBSアナウンサー
- 佐々木彩 - 元NHKアナウンサー
- 佐藤由菜 - 京都放送アナウンサー
- 佐分千恵 - フリーアナウンサー、元テレビ朝日アナウンサー
- 城井朋子 - フリーアナウンサー、元TVQ九州放送アナウンサー
- 関根友実 - フリーアナウンサー、臨床心理士、元朝日放送アナウンサー
- 滝島雅子 - NHKシニアアナウンサー
- 竹村志麻 - テレビ高知アナウンサー、元南日本放送アナウンサー
- 豊島実季 - NHKアナウンサー
- 鶴木陽子 - 元中京テレビアナウンサー
- 中村仁美 - フリーアナウンサー、元フジテレビアナウンサー
- 橋詰彩季 - NHKアナウンサー
- 秦まりな - 山陰放送アナウンサー
- 畠山園佳 - 元テレビ高知アナウンサー
- 林佳緒里 - 仙台放送アナウンサー
- 原響子 - 元NHK、元東海テレビ契約キャスター
- 原聡子 - 日本テレビ報道局所属記者兼ニュースキャスター
- 日高優希 - テレビ新潟アナウンサー
- 平尾由希 - フリーアナウンサー
- 平松奈々 - 元長野放送アナウンサー
- 三上彩子 - フリーアナウンサー、元フジテレビアナウンサー
- 水嶋千詠 - 気象予報士
- 宮地麻理子 - 元アナウンサー、NHK契約キャスター→テレビ神奈川→熊本朝日放送→フリー→北海道放送
- 虫鹿里佳 - 気象予報士
- 村野ひな - フリーアナウンサー、元秋田放送アナウンサー
- 柳生聡子 - フリーアナウンサー、元仙台放送アナウンサー
- 結城さとみ - 元NHKアナウンサー
- 渡辺由紀子- 元テレビ愛知アナウンサー
- 渡辺みなみ - フリーキャスター、フリーアナウンサー

### その他
- 秋山ちえ子 - 評論家、『秋山ちえ子の談話室』パーソナリティ
- 伊吹知勢 - 名誉教授、英文学者
- 大川咲也加 - 宗教家、大川隆法の長女
- 置塩壽 - 篤志家　東京女高師卒
- 荻野吟子 - 日本人女性初の国家資格を持った医師　東京女子師範学校卒
- 倉田眉貴子 - 教育者、倉田学園理事長、大手前丸亀中学・高等学校校長
- 信田さよ子 - 臨床心理士
- 鈴木たか - 幼少時の昭和天皇と二弟宮の教育係、総理大臣鈴木貫太郎の妻　東京女高師卒
- 高橋喜久江 - 元日本キリスト教婦人矯風会会頭、キリスト教功労者
- 高橋久野 - 日本最初の婦人牧師
- 津島美知子 - 小説家太宰治の妻　東京女高師卒
- 中田かつ子 - ホーリネス教会の創始者、監督中田重治の妻  女子高等師範学校卒
- 成宮真希 - プロレスラー
- 野口幽香 - 幼児教育者、社会事業家　東京師範学校女子部卒
- 野坂龍 - 社会運動家、日本共産党議長を務めた野坂参三の妻  東京女高師卒
- 野村浩子 - ジャーナリスト、編集者
- 鳩山春子 - 教育者　東京女子師範学校卒
- 浜口ミホ - 日本で最初の女性建築家  東京女高師卒
- 松本英子 - 明治期のジャーナリスト、新聞記者、足尾鉱毒事件を取材し惨状を訴えた　東京女高師卒
- 安井てつ - 教育者、東京女子大学創立者  東京師範学校女子部卒